# مارتین شریدان
مارتین شریدان (به انگلیسی: Martin Sheridan) ورزشکار مرد رشتهٔ دو و میدانی اهل ایالات متحده آمریکا بود. وی در بین سال‌های ‎۱۹۰۴ تا ۱۹۰۸ میلادی در مسابقات بازی‌های المپیک تابستانی در مجموع ۴ مدال، شامل ۳ مدال طلا و ۱ برنز را کسب کرد.